# Szubahdár
Szubahdár (urdu: صوبہ دار

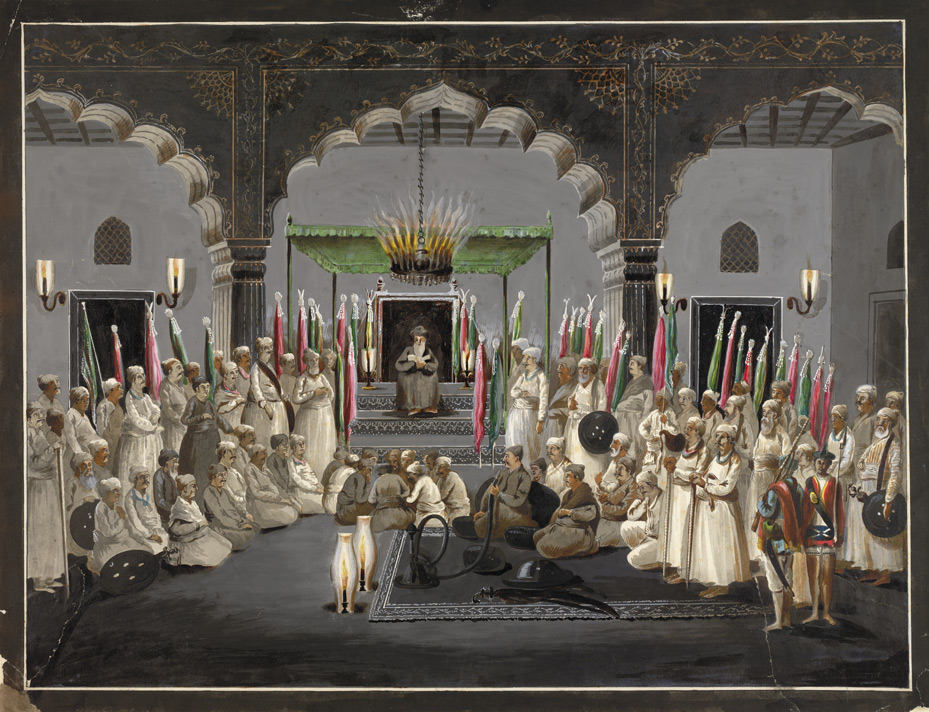
A mogul rangok soraiban szerepelnek a naváb, szubahdár, manszabdár, sowar, szipoly. A mogul hercegeknek gyakran adományozták a mir és mirza címeket

) (úgy is ismert, mint nazim vagy az angol Subah) volt az egyik megnevezése a szubah (tartomány) kormányzójának a mogul korszakban, Indiában, és akit Szahib-i-Szubah vagy Nazim néven is emlegettek. A szubahdár szó perzsa eredetű.
A szubahdár a mogul tartomány közigazgatója volt. Neki segédkezett a tartományi diwán, baksi, faudzsdár, kotvál, kázi, szadr, vaka-i-navisz, kanungo és patvari. A szubahdárokat többnyire a mogul hercegek közül választották ki, illetve a magas rangú (manszab) hivatalnokok közül.

## Nazim
A nazim (kiejtése [ˈnaːzɪm], urdu: ناظم arab származású szó, jelentése 'szervező' vagy 'választott', hasonló, mint a polgármester) a városok koordinátora Pakisztánban. A nazim egy cím az urdu nyelvben, egy választott tisztségviselő a helyi önkormányzatban (kerület, tehszil, uniós tanács vagy falusi tanács) Pakisztánban. Hasonlóképpen a polgármester-helyettes naib nazim (نائب ناظم) néven ismert. A naib szó az urduban azt jelenti: 'asszisztens' vagy 'helyettes', ezért a naib nazim hasonló funkció, mint a polgármester-helyettes. Házgondnokot is jelenthet.
Egy nazim jogosult a büntetőügyekben is dönteni.

## Fordítás
Ez a szócikk részben vagy egészben  a   Subahdar című angol Wikipédia-szócikk ezen változatának fordításán alapul.  Az eredeti cikk szerkesztőit annak laptörténete sorolja fel. Ez a jelzés csupán a megfogalmazás eredetét és a szerzői jogokat jelzi, nem szolgál a cikkben szereplő információk forrásmegjelöléseként.